# 스코피언 킹 2: 전사의 탄생
《스코피언 킹 2: 전사의 탄생》(영어: The Scorpion King 2: Rise of a Warrior) 혹은 스콜피온 킹 2: 전사의 부활은 2008년 개봉한 미국의 검마 판타지 액션 모험 비디오 영화이다. 《스콜피온 킹》(2002)의 프리퀄이다. 미국에서 2008년 8월 19일 블루레이 디스크와 DVD로 출시되었다.
속편 비디오 영화 《스콜피온 킹 3: 더 배틀 포 리뎀션》(2012)으로 이어진다.

## 줄거리
어린 마타유스는 사악한 사르곤 장군이 전갈을 이용해 아버지를 살해하는 장면을 목격한다. 복수를 다짐한 마타유스는 아카드의 왕이 된 사르곤에게 복수하기 위해 그의 검은 전갈 부대에 들어가 그 시대에 가장 두려운 전사로 거듭난다. 훈련을 마친 마타유스에게 사르곤은 그의 친동생 노아를 죽이라는 명령을 내린다. 마타유스는 노아와 함께 도시를 탈출하지만 노아는 마법 화살에 맞아 죽는다.
마타유스는 어릴 적 친구인 레일라와 함께 사르곤의 흑마법 보호를 뚫을 수 있다고 믿는 오시리스의 창을 찾기 위해 이집트로 향한다. 여정 중 만난 그리스 시인 아리스토파네스 "아리"는 오시리스의 창은 이집트 괴물에게만 효과가 있고, 다모클레스의 검이 사르곤에게 통할 것이라고 말한다. 세 사람은 다모클레스의 검을 얻기 위해 명계로 향한다. 도중 미노타우로스에게 바쳐질 희생 제물로 감금되지만, 함께 갇힌 제물 중에 마타유스의 아버지에게 충성을 맹세한 용병들이 섞여있여 이들의 도움으로 미노타우로스를 물리친다. 중국인 포로 펑도 합류한다.
일행은 명계에서 여신 아스타르테의 공격을 받는다. 레일라와 아스타르테가 싸우는 동안 펑과 아리는 검을 찾아낸다. 아스타르테는 레일라를 지옥으로 보내려 하지만 마타유스가 그녀를 구출하고 모두 인간 세계로 탈출한다.
아스타르테가 사르곤에게 검을 되찾아오라고 명령하자 사르곤은 더 강력한 암흑의 힘을 요구한다. 일행이 아카드에 도착한 뒤 사르곤이 기계를 작동시켜 상수도에 기름을 붓고 도시 전체에 불을 지른다.
마타유스는 다모클레스의 검을 들고 사르곤과 싸우지만 그의 아버지로 변장한 사르곤에게 속아 검을 놓친다. 이를 주운 아리는 사르곤에게 검을 건네며 사르곤에게 돈을 받은 배신자임을 드러낸다. 그러나 이는 사실 가짜 검으로, 혼란스러운 싸움 중에 부서지고, 아리는 마타유스에게 진짜 검을 건넨다. 사르곤은 마타유스에게 검은 전갈 부대원으로서 자신에게 충성하라고 말하지만 마타유스는 검으로 전갈 문신을 지져 없애버린다.
사르곤은 거대한 투명 전갈로 변신하여 공격을 계속하지만 마타유스가 다모클레스의 검으로 사르곤을 꿰뚫어 쓰러뜨린다. 레일라는 불을 끄고, 펑은 사르곤의 병사들을 제압한다. 아스타르테가 마타유스에게 자비를 베풀지 않겠다고 말하자 마타유스는 자신은 어차피 머지 않아 그녀의 것이 될 거라고 답한다. 레일라의 간호를 받고 깨어난 마타유스는 왕이 될 자격을 얻었지만 모험을 떠나기로 결정하고, 언젠가 자신이 전갈왕이 될 것을 예감한다.

## 출연진
- 마이클 코폰 - 마타유스 역
- 캐런 데이비드 - 레일라 역
- 사이먼 쿼터먼 - 아리스토파네스 "아리" 역
- 톰 우 - 펑 역
- 안드레아스 비즈녜프스키 - 폴룩스 역
- 랜디 코투어 - 사르곤 / 사르칸 역
- 내털리 베커 - 아스타르테 역

## 기타 제작진
- 공동 제작: 데이비드 윅트, 외르크 베스터캄프
- 라인 제작: 니나 헤인스
- 배역: 맨웰 퓨로, 제러미 지머먼
- 미술: 톰 해넘
- 미술 효과: 프레드 두프리에
- 소품팀: 조너선 헬리허친슨
- 의상: 다이애나 실리어스